# 黄朝琴
黄 朝琴（おう ちょうきん、1897年〈明治30年〉10月25日 - 1972年〈民国61年〉7月5日）は台湾嘉義県塩水港（現：台南市塩水区）出身の政治家。 妹は日本統治時代の台南で有名な詩人、黄金川。 内地とアメリカ国際法を学んだ後、中華民国に渡って国民政府外交部に勤務した。台湾光復後は台湾省議会議長、中国国民党中央委員等を歴任し、省議会を20年近く主宰した。連震東、黄国書、林頂立らとともに1950年代の台湾政治を代表する「半山」の一人である。 東京やアメリカへの留学を経て政治学に親しみ、国民党の台湾統治の仲介役を務めた。 

## 経歴
（出典：）

### 出生から日本留学
1897年10月25日、台湾嘉義県塩水港の裕福な家庭に生まれた。祖父の黄錦興は清朝統治時代に製糖業で多くの土地を所有していた。父の黄宗海も馬や種花の会社を経営していた。
1914年に塩水公学校で学び、1907年に祖父と父親は死去。その時わずか10歳であった。公学校卒業後、彰化公学校の実業科に進学するが、家督を継ぐために帰郷。その後、内地に渡って大阪大丸の代理店業や、倉庫業を営んだ。のちの彼の回顧録によると、学歴の至らなさや、内地人の台湾人への差別を目の当たりにし、東京で学ぶことを志した。
1916年、東京に着いた黄は、東京正則英語学校と数学館に入学し、半年の勉強ののち中学3年に編入した。
1920年、早稲田大学政治経済科へ入学。台湾籍学生の組織する「瀛士会」に入り、日本による台湾統治について討論した。1920年7月16日、「台湾青年」を創刊。1922年に、駐日中国公使館で知り合った郭佩雲と結婚した。
1923年2月、有名な「漢文改革論」を発表。1923年4月に台湾民報が創刊されると、編集や記事の執筆などを行った。台湾民報の台湾への輸入を図るため、林呈祿や黃呈聰らと当時の台湾総督田健治郎に交渉した。1923年春に早稲田大学を卒業。

### アメリカ留学から国民政府外交官へ
1923年9月、夫婦共にイリノイ大学に入学。黄は政治科へ妻は英語とヨーロッパ史を研究した。在学中、「中華政局概観」を発表した。1925年、在学中に中国国民党に加入。1926年に政治学で修士の学位を取得。
卒業後、上海へ向かい『日本統治下之台湾』の出版を試みるも、日本政府の反感を引き起こし失敗。1928年、南洋での任務の道中にて『中華民族海外之発展』を執筆。1935年、サンフランシスコ領事に任命。日本と中国の貿易船の衝突事件を記録した『広源輪案』を執筆。

### 戦後の帰台と晩年
台湾への帰郷後、1945年に戦後初の台北市長に就任。1946年、台湾省参議会が設立され、陳儀の支持のもと、名声のあった林献堂は不名誉な引退をした。 黄朝琴と李万居を議長に、連震東を元老院秘書長に据え、「半山」派は台湾の言論機関を独占した。 黄朝琴は第1、2、3臨時省議会と第1、2省議会の議長を17年間務めた。
1947年、台湾第一銀行頭取に就任し、台湾銀行常務取締役、第五回国連総会中華民国代表を歴任。 二・二八事件の際には、二・二八事件台北委員会連絡班の班長を務めた。 1963年、省議会を退任。1972年7月5日、肝臓がんで死去。 享年76歳。

## 著書
- 『漢文改革論』1923年
- 『日本統治下之臺灣』1927年
- 『中華民族海外之發展』1928年
- 『廣源輪案』（中、英文）1935年
- 『我的回憶』1981年